# Уманьгаз
ПАТ «Уманьга́з» — публічне акціонерне товариство зі штаб-квартирою в місті Умань, яке займається розподіленням, транспортуванням та постачанням газу у місті Умань та Уманському районі Черкаської області.

## Історія
Акціонерне товариство з газопостачання та газифікації «Уманьгаз» було засноване в 1997 році, рішенням Фонду державного майна України, регіонального відділення Фонду державного майна України по Черкаській області від 05.02.1997 року №669 — АТ як правонаступник державного підприємства «Уманьгаз». Того ж року підприємство виведене зі складу «Черкасигаз».
Станом на 2011 рік основні показники компанії були такими:
- газових мереж — 1,8772 тис. км;
- газифіковано всього — 85 777 одиниць житла;
  - в т. ч.: природним газом — 56 877;
  - скрапленим газом — 28 900;
- газових приладів, які перебувають в експлуатації — 147 556 од.;
- реалізовано природного газу — 136,600 млн.куб.м;
- реалізовано скрапленого газ — 490 тонн;
- кількість газорозподільних пунктів — 78.[2]

## Структура
- Уманська дільниця;
- Христинівська дільниця;
- Маньківська дільниця.

## Основні напрямки діяльності підприємства
- газопостачання житлового фонду населених пунктів природним газом;
- газопостачання промислових підприємств, котелень теплопостачальних організацій, комунально-побутових об'єктів та бюджетних організацій природним газом;
- транспортування природного газу розподільчими мережами;
- захист газопроводів від електрохімічної корозії;
- технічне обслуговування і ремонт газового обладнання діючих газопроводів і споруд на них тиском до 1,2 МПа;
- технічний нагляд за будівництвом об'єктів газового господарства;
- організація та безаварійна експлуатація систем газопостачання;
- облік газу;
- проектування систем газопостачання побутових об'єктів;
- будівництво систем газопостачання тиском до 1,2 МПа;
- газопостачання населення, промислових та комунально-побутових споживачів скрапленим газом в балонах та автоцистернах;
- встановлення лічильників газу, їх ремонт і калібрування у 2-х сервісних центрах;
- заправка автотранспорту зрідженим газом.[3]